# Учкызыл
Учкызыл (узб. Uchqizil / Учқизил) — городской посёлок, центр Термезского района Сурхандарьинской области Узбекистана.

## География
Расположен на берегу Учкызылского водохранилища, в 20 км от Термеза. В посёлке имеется железнодорожная станция.

## Население
По переписи населения в 1989 году в селе проживало 3408 человек.